# Cercomacra carbonaria
A Cercomacra carbonaria a madarak osztályának verébalakúak (Passeriformes) rendjébe és a hangyászmadárfélék (Thamnophilidae) családjába tartozó faj.

## Rendszerezése
A fajt Philip Sclater és Osbert Salvin írta le 1873-ban.

## Előfordulása
Brazília és Guyana területén honos. A természetes élőhelye a szubtrópusi vagy trópusi síkvidéki esőerdők és cserjések, valamint ültetvények és víz közeli területek. Állandó, nem vonuló faj.

## Megjelenése
Testhossza 14–15,5 centiméter, testtömege 14,5  gramm.

## Életmódja
Kevés ismert. Rovarokkal táplálkozik, valószínűleg a pókokat is fogyaszt.

## Külső hivatkozások
- Képek az interneten a fajról
- Xeno-canto.org - a faj hangja és elterjedési területe